# Lowell (Maine)
Lowell ist eine Town im Penobscot County des Bundesstaates Maine in den Vereinigten Staaten. Im Jahr 2020 lebten dort 368 Einwohner in 315 Haushalten auf einer Fläche von 104,20 km².

## Geografie
Nach dem United States Census Bureau hat Lowell eine Gesamtfläche von 104,20 km², von der 99,17 km² Land sind und 5,02 km² aus Gewässern bestehen.

### Geografische Lage
Lowell liegt zentral im Penobscot County. Durch den Südosten der Town fließt in südliche Richtung der Passadumkeag River. An das Gebiet grenzen mehrere Seen. Der größere ist im Nordosten der Cold Stream Pond und im Nordwesten grenzt der Eskutassis Pond an. Im Osten liegt der Gristmill Pond. Die Oberfläche ist leicht hügelig, der Vinegar Hill mit 239 m Höhe ist die höchste Erhebung.

### Nachbargemeinden
Alle Entfernungen sind als Luftlinien zwischen den offiziellen Koordinaten der Orte aus der Volkszählung 2010 angegeben.
- Norden: Lincoln, 16,6 km
- Osten: Burlington, 10,4 km
- Süden: East Central Penobscot, Unorganized Territory, 14,3 km
- Westen: Passadumkeag, 7,2 km
- Nordwesten: Enfield, 9,8 km

### Stadtgliederung
In Lowell gibt es zwei Siedlungsgebiete: East Lowell und Lowell.

### Klima
Die mittlere Durchschnittstemperatur in Lowell liegt zwischen −7,8 °C (18 °F) im Januar und 20,6 °C (69 °F) im Juli. Damit ist der Ort gegenüber dem langjährigen Mittel der USA um etwa 9 Grad kühler. Die Schneefälle zwischen Oktober und Mai liegen mit bis zu zweieinhalb Metern mehr als doppelt so hoch wie die mittlere Schneehöhe in den USA; die tägliche Sonnenscheindauer liegt am unteren Rand des Wertespektrums der USA.

## Geschichte
Die Besiedlung von Lowell begann im März 1819, als sich Alpheus Hayden und Levi Done in dem Gebiet niederließen. Sie hatten das Land vom Bundesstaat gekauft. Zunächst wurde das Gebiet nach der ersten Lehrerin Mary C. Dean und dem ersten Priester Pindar Field, Deanfield Plantation genannt. Als Town wurde Lowell im Jahr 1837 unter dem Namen Huntersville organisiert, der Name wurde im darauf folgenden Jahr in Lowell geändert, zu Ehren der ersten in der Stadt geborenen Person, Lowell Hayden, Sohn von Aipheus, einem der beiden ersten Siedler.
Ein Landstreifen mit dem Namen Page’s Mill Plantation wurde im Jahr 1841 angegliedert und im Jahr 1842 das Cold Stream Settlement, Passadumkeag. An Burlington wurde 1847 Land abgegeben.

### Einwohnerentwicklung
| Volkszählungsergebnisse – Town of Lowell, Maine | Volkszählungsergebnisse – Town of Lowell, Maine | Volkszählungsergebnisse – Town of Lowell, Maine | Volkszählungsergebnisse – Town of Lowell, Maine | Volkszählungsergebnisse – Town of Lowell, Maine | Volkszählungsergebnisse – Town of Lowell, Maine | Volkszählungsergebnisse – Town of Lowell, Maine | Volkszählungsergebnisse – Town of Lowell, Maine | Volkszählungsergebnisse – Town of Lowell, Maine | Volkszählungsergebnisse – Town of Lowell, Maine | Volkszählungsergebnisse – Town of Lowell, Maine |
| Jahr                                            | 1800                                            | 1810                                            | 1820                                            | 1830                                            | 1840                                            | 1850                                            | 1860                                            | 1870                                            | 1880                                            | 1890                                            |
| ----------------------------------------------- | ----------------------------------------------- | ----------------------------------------------- | ----------------------------------------------- | ----------------------------------------------- | ----------------------------------------------- | ----------------------------------------------- | ----------------------------------------------- | ----------------------------------------------- | ----------------------------------------------- | ----------------------------------------------- |
| Einwohner                                       |                                                 |                                                 |                                                 |                                                 | 205                                             | 378                                             | 556                                             | 448                                             | 433                                             | 439                                             |
| Jahr                                            | 1900                                            | 1910                                            | 1920                                            | 1930                                            | 1940                                            | 1950                                            | 1960                                            | 1970                                            | 1980                                            | 1990                                            |
| Einwohner                                       | 300                                             | 259                                             | 212                                             | 161                                             | 161                                             | 192                                             | 132                                             | 154                                             | 194                                             | 267                                             |
| Jahr                                            | 2000                                            | 2010                                            | 2020                                            | 2030                                            | 2040                                            | 2050                                            | 2060                                            | 2070                                            | 2080                                            | 2090                                            |
| Einwohner                                       | 291                                             | 358                                             | 368                                             |                                                 |                                                 |                                                 |                                                 |                                                 |                                                 |                                                 |

## Wirtschaft und Infrastruktur

### Verkehr
Durch Lowell verläuft in westöstlicher Richtung die Main State Route 188.

### Öffentliche Einrichtungen
In Lowell gibt es keine medizinischen Einrichtungen oder Krankenhäuser. Nächstgelegene Einrichtungen für die Bewohner von Lowell befinden sich in Howland.
Lowell besitzt keine eigene Bücherei. Die nächstgelegenen befinden sich in Enfield, Lincoln und Howland.

### Bildung
Lowell gehört mit Burlington, Edinburg, Enfield, Howland, Maxfield, Passadumkeag und Seboeis zum School Administrative Unit 31. Im Schulbezirk stehen folgende Schulen zur Verfügung:
- Penobscot Valley High School in Howland, mit Schulklassen vom 9. bis zum 12. Schuljahr
- Hichborn Middle School in Howland, mit Schulklassen vom 6. bis zum 8. Schuljahr
- Enfield Station School in Enfield, mit Schulklassen von Pre-Kindergarten bis zum 5. Schuljahr